# Daniel Glaser (Soziologe)
Daniel Glaser (* 23. Dezember 1918 in New York City; † 10. Januar 2017 in Needham, Massachusetts) war ein US-amerikanischer Soziologe und Kriminologe. Er war zuletzt Professor an der University of Southern California. 1980 amtierte er als Präsident der American Society of Criminology.

## Leben
Glaser studierte, unterbrochen vom Militärdienst, an der University of Chicago, wo er 1939 das Bachelor-Examen ablegte, 1947 das Master-Examen und 1954 promoviert wurde. Am Ende seines Militärdienstes war er Gefängnisoffizier in der amerikanischen Besatzungszone Deutschlands. Von 1954 bis 1968 lehrte er als Professor für Soziologie an University of Illinois, dann bis 1970 an der Rutgers University und schließlich über seine Emeritierung hinaus an der University of Southern California.
Mit seiner Theorie der differentiellen Identifikation ergänzte Glaser 1956 Sutherlands Theorie der differentiellen Assoziation.
Glaser war der Autor bzw. Herausgeber von 12 Büchern und etwa 200 Artikeln.
1976 wurde er mit dem E.H. Sutherland Award und 1990 mit dem August Vollmer Award der American Society of Criminology (ASC) ausgezeichnet. 1980 amtierte er als ASC-Präsident.